# Crónica de una fuga
Crónica de una fuga és una pel·lícula de suspens, treta de fets reals, dirigida i escrita per Adrián Caetano el 2006. Descriu la història de l'Argentina durant la guerra bruta dels anys 1970. La pel·lícula va ser seleccionada al Festival internacional de cinema argentí, i a la selecció oficial al Festival Internacional de Cinema de Canes del 2006. Aquesta pel·lícula es va estrenar el 24 de març de 2006, exactament 30 anys després del cop d'estat del 24 de març de 1976. La pel·lícula descriu el cop d'estat argentí del 24 de març de 1976 que va fer caure la cap d'Estat Isabel Peron. La junta militar prohibeix llavors totes les aliances polítiques, sindicats, i restableix la censura, mentre que esquadrons de la mort (la Triple A) suportats pel govern terroritzaven la població. El balanç de les víctimes de la guerra bruta es va elevar aproximadament a 30.000 desaparecidos. El guió és basat en el llibre de Claudio Tamburini: «Pase libre, la fuga de la mansion Seré». Eslògan de la pel·lícula: 120 dies, 4 presoners, 1 sola oportunitat d'escapar-se 

## Argument
Un porter d'un equip local de futbol, anomenat Claudio Tamburrini és detingut en l'assalt a casa seva per homes al servei del poder local. És embarcat després d'haver estat interrogat. Aterra en una casa aïllada del món exterior. Allà és torturat. Sabent que és innocent, decideix no donar falsos noms, com el seu amic que l'ha denunciat, mentre que no havia fet res. Resta diversos mesos en aquesta casa, sense que el seu cas avanci.
Un dia, amb el seu amic Guillermo, i els seus dos camarades d'habitació, decideixen fugir. Fracassen la primera vegada, però estan decidits a no viure en aquest infern constant, patint insults diaris.
Mentre que són a la seva habitació, imaginen llavors un pla per evadir-se amb l'ajuda dels seus llençols. Aquesta vegada, aconsegueixen escapar-se de la casa, tot i que les tropes militars van a la seva recerca. Se separen doncs, i fugen del país. Reprendran una vida normal, però no oblidaran mai aquesta experiència.
Després d'aquesta evasió, la casa és cremada, i els altres presoners són portats a presons, en millors condicions.

## Repartiment
- Rodrigo de la Serna: Claudio Tamburrini
- Pablo Echarri: Huguito
- Nazareno Casero: Guillermo Fernández
- Lautaro Delgado: El Gallego
- Matías Marmorato: El Vasco
- Martín Urruty: El Tano
- Diego Alonso: Lucas
- Leonardo Bargiga: Capità Almagro
- Luis Enrique Caetano: Xofer de Taxis
- Daniel Di Biase: Pare de Gallego
- Guillermo Fernàndez: Jutge
- Rito Fernández: Rito